# Neptune (FSRU)
Neptune — плавуча установка з регазифікації та зберігання зрідженого природного газу (Floating storage and regasification unit, FSRU). Перші кілька років носила назву GDF Suez Neptune, оскільки була замовлена під проект французького енергетичного концерну GDF Suez.

## Загальна інформація
Замовником GDF Suez Neptune виступила компанія SRV Joint Gas, яка належала норвезькій Höegh (можливо відзначити, що остання володіє одним з трьох найбільших флотів FSRU) та японській Mitsui OSK Lines (MOL), а також Tokyo LNG Tanker (міноритарний учасник з часткою 1,5 %). У 2017-му Höegh викупила у MOL 23,5 % участі та збільшила свою частку до 73,5 %, при цьому в MOL залишилось 25 %.
Судно завершили у 2009-му на південнокорейській корабельні Samsung Heavy Industries у Кодже. 
Розміщена на борту регазифікаційна установка має три модулі, здатні видавати по 7 млн м3 на добу. Зберігання ЗПГ відбувається у резервуарах загальним об’ємом 145 130 м3. 
За необхідності, судно може використовуватись як звичайний ЗПГ-танкер та пересуватись зі швидкістю до 19,5 вузлів.

## Служба судна
GDF Suez Neptune призначалось для використання на терміналі Neptune LNG, який споруджували біля північно-східного узбережжя США на замовлення французького енергетичного концерну GDF Suez (останній одразу після спорудження узяв судно у 20-річний чартер). Втім, цей проєкт так і не було реалізовано, після чого протягом кількох років GDF Suez Neptune використовувалось як ЗПГ-танкер.
Нарешті, наприкінці 2016-го судно прийняло на французькому терміналі Монтур-де-Бретань вантаж ЗПГ та 12 грудня прибуло до егейського узбережжя Туреччини, де наступні кілька років працювало як FSRU на терміналі компанії Etki в Аліага. 
Влітку 2019-го обслуговування термінала в Аліазі перебрала на себе дещо потужніша плавуча установка Turquoise P, після чого "Neptune" повернулось до роботи як ЗПГ-танкер.
З січня 2023-го установка працює на німецькому терміналі для прийому ЗПГ у Лубміні (Балтійське море).